# Follow My Lead
«Follow My Lead» — восьмий трек з третього студійного альбому американського репера 50 Cent Curtis. Пісня спершу мала стати п'ятим синглом, проте натомість видали «I'll Still Kill».
10 серпня 2007 відеокліп передчасно потрапив до мережі. Це дуже сильно розлютило виконавця. Трек посів 18-ту сходинку чарту Bubbling Under R&B/Hip-Hop Singles попри слабку ротацію на радіо.

## Відеокліп
Офіційна прем'єра відео відбулась 11 вересня 2007 на телеканалі BET в 106 & Park у рубриці «New Joint of the Day» під час епізоду «Clash of the Titans». Кліп пізніше показали на TRL 17 вересня. Камео: американські актори Дастін Гоффман, Еліз Ніл. На початку відео 50 Cent кермує Pontiac G8 (2008).

## Чартові позиції
| Чарт (2008)                                     | Найвища позиція |
| ----------------------------------------------- | --------------- |
| US Billboard Bubbling Under R&B/Hip-Hop Singles | 18              |